# Ordovizium
| Ära | Paläozoikum                                 |                    |             |               |
| System davor | Kambrium                                    |                    |             |               |
| Beginn | 485,4 mya                                   |                    |             |               |
| Ende | 443,4 mya                                   |                    |             |               |
| System danach | Silur                                       |                    |             |               |
| Mittlerer atmosphärischer O2-Anteil | ca. 13,5 Vol.-% (68 % des heutigen Niveaus) |                    |             |               |
| Mittlerer atmosphärischer CO2-Anteil | ca. 4200 ppm (11-faches heutiges Niveau)    |                    |             |               |
| Mittlere Bodentemperatur | ca. 16 °C (2 °C über heutigem Niveau)       |                    |             |               |
| \| ❮ \| System \| Serie \| Stufe \| ≈ Alter (mya) \| \| ❮ \| später \| später \| später \| jünger \| \| - \| ------------------- \| ------------------ \| ----------- \| ------------- \| \| ❮ \| O r d o v i z i u m \| Ober- ordovizium \| Hirnantium \| 443,4 ⬍ 445,2 \| \| ❮ \| O r d o v i z i u m \| Ober- ordovizium \| Katium \| 445,2 ⬍ 453 \| \| ❮ \| O r d o v i z i u m \| Ober- ordovizium \| Sandbium \| 453 ⬍ 458,4 \| \| ❮ \| O r d o v i z i u m \| Mittel- ordovizium \| Darriwilium \| 458,4 ⬍ 467,3 \| \| ❮ \| O r d o v i z i u m \| Mittel- ordovizium \| Dapingium \| 467,3 ⬍ 470 \| \| ❮ \| O r d o v i z i u m \| Unter- ordovizium \| Floium \| 470 ⬍ 477,7 \| \| ❮ \| O r d o v i z i u m \| Unter- ordovizium \| Tremadocium \| 477,7 ⬍ 485,4 \| \| ❮ \| früher \| früher \| früher \| älter \| |                                             |                    |             |               |
| ❮ | System                                      | Serie              | Stufe       | ≈ Alter (mya) |
| ❮ | später                                      | später             | später      | jünger        |
| ❮ | O r d o v i z i u m                         | Ober- ordovizium   | Hirnantium  | 443,4 ⬍ 445,2 |
| ❮ | O r d o v i z i u m                         | Ober- ordovizium   | Katium      | 445,2 ⬍ 453   |
| ❮ | O r d o v i z i u m                         | Ober- ordovizium   | Sandbium    | 453 ⬍ 458,4   |
| ❮ | O r d o v i z i u m                         | Mittel- ordovizium | Darriwilium | 458,4 ⬍ 467,3 |
| ❮ | O r d o v i z i u m                         | Mittel- ordovizium | Dapingium   | 467,3 ⬍ 470   |
| ❮ | O r d o v i z i u m                         | Unter- ordovizium  | Floium      | 470 ⬍ 477,7   |
| ❮ | O r d o v i z i u m                         | Unter- ordovizium  | Tremadocium | 477,7 ⬍ 485,4 |
| ❮ | früher                                      | früher             | früher      | älter         |

| Äon                                     | Ära                                       | Periode    | ≈ Alter (mya) |
| --------------------------------------- | ----------------------------------------- | ---------- | ------------- |
| P h a n e r o z o i k u m Dauer: 541 Ma | Känozoikum Erdneuzeit Dauer: 66 Ma        | Quartär    | 0 ⬍ 2,588     |
| P h a n e r o z o i k u m Dauer: 541 Ma | Känozoikum Erdneuzeit Dauer: 66 Ma        | Neogen     | 2,588 ⬍ 23,03 |
| P h a n e r o z o i k u m Dauer: 541 Ma | Känozoikum Erdneuzeit Dauer: 66 Ma        | Paläogen   | 23,03 ⬍ 66    |
| P h a n e r o z o i k u m Dauer: 541 Ma | Mesozoikum Erdmittelalter Dauer: 185,9 Ma | Kreide     | 66 ⬍ 145      |
| P h a n e r o z o i k u m Dauer: 541 Ma | Mesozoikum Erdmittelalter Dauer: 185,9 Ma | Jura       | 145 ⬍ 201,3   |
| P h a n e r o z o i k u m Dauer: 541 Ma | Mesozoikum Erdmittelalter Dauer: 185,9 Ma | Trias      | 201,3 ⬍ 251,9 |
| P h a n e r o z o i k u m Dauer: 541 Ma | Paläozoikum Erdaltertum Dauer: 289,1 Ma   | Perm       | 251,9 ⬍ 298,9 |
| P h a n e r o z o i k u m Dauer: 541 Ma | Paläozoikum Erdaltertum Dauer: 289,1 Ma   | Karbon     | 298,9 ⬍ 358,9 |
| P h a n e r o z o i k u m Dauer: 541 Ma | Paläozoikum Erdaltertum Dauer: 289,1 Ma   | Devon      | 358,9 ⬍ 419,2 |
| P h a n e r o z o i k u m Dauer: 541 Ma | Paläozoikum Erdaltertum Dauer: 289,1 Ma   | Silur      | 419,2 ⬍ 443,4 |
| P h a n e r o z o i k u m Dauer: 541 Ma | Paläozoikum Erdaltertum Dauer: 289,1 Ma   | Ordovizium | 443,4 ⬍ 485,4 |
| P h a n e r o z o i k u m Dauer: 541 Ma | Paläozoikum Erdaltertum Dauer: 289,1 Ma   | Kambrium   | 485,4 ⬍ 541   |
| früher                                  | früher                                    | früher     | älter         |

Das Ordovizium ist das zweite chronostratigraphische System (bzw. Periode in der Geochronologie) des Paläozoikums in der Erdgeschichte. Das Ordovizium begann vor etwa 485,4 Millionen Jahren und endete vor rund 443,4 Millionen Jahren. Es wird vom Kambrium unterlagert, die Schichten des Kambriums sind also die ältesten des Paläozoikums. Auf das Ordovizium folgt das Silur.

## Geschichte und Namensgebung
Der Begriff Ordovizium wurde 1879 von dem britischen Geologen Charles Lapworth eingeführt. Er leitete ihn von den Ordovicern ab, einem keltischen Volksstamm, der in Wales ansässig war. Im 19. Jahrhundert wurde das heutige Ordovizium meist als untere Einheit dem Silur zugerechnet. Um einen Streit zwischen den Anhängern Adam Sedgwicks, des Entdeckers des Kambriums, und Roderick Murchisons, des Beschreibers des Silurs, zu schlichten, führte Charles Lapworth 1879 für die Schichten, die von beiden für ihre jeweiligen Systeme beansprucht wurden, den Begriff Ordovizium ein. Er hatte erkannt, dass sich diese Schichten, auch durch ihre Fossilien, ziemlich deutlich von den anderen beiden Systemen unterschieden. Aber die neue Systembezeichnung zwischen Kambrium und Silur setzte sich nur langsam durch und wurde erst 1960 durch den Internationalen Geologischen Kongress weltweit anerkannt.

## Definition und GSSP
Die Basis des Ordoviziums ist von der International Union of Geological Sciences (IUGS) durch das Erstauftreten der Conodonten-Art Iapetognathus fluctivagus definiert. Diese Grenze liegt etwas oberhalb der Cordylodus lindstromi-Conodonten-Zone und etwas unterhalb des Erstauftretens der ersten planktonischen Graptolithen (Staurograptus dichotomus und Rhabdinopora praeparabola). Die Obergrenze (= Untergrenze des Silurs) wurde mit dem Erstauftreten der Graptolithen-Art Akidograptus ascensus festgelegt; das Erstauftreten der Graptolithen-Art Parakidograptus acuminatus liegt nur geringfügig höher und damit schon in der untersten Stufe des Silur. Der GSSP (globaler Eichpunkt) für den Beginn des Ordoviziums (und der Tremadocium-Stufe) ist das „Green Point-Profil“ im Gros-Morne-Nationalpark, ca. 70 km vom Flughafen von Deer Lake und ungefähr 10 km nördlich des Ortes Rocky Harbour, im westlichen Neufundland (Kanada).

## Untergliederung des Ordoviziums
Das Ordovizium wird in drei chronostratigraphische Serien, Unter-, Mittel- und Oberordovizium untergliedert. Diese Serien sind weiter in insgesamt 7 chronostratigraphische Stufen unterteilt (in der Übersicht):
- System: Ordovizium (485.4 bis 443.4 mya)

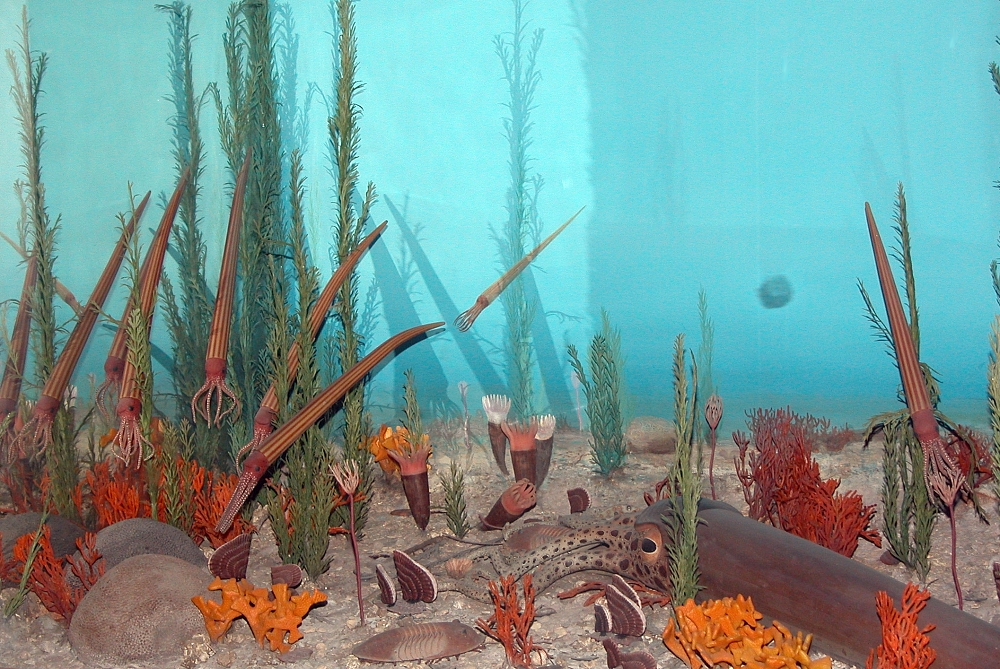
Leben im Ordovizium, Diorama im National Museum of Natural History

  - Serie: Oberordovizium (Oberes Ordovizium) (458.4 bis 443.4 mya)
    - Stufe: Hirnantium (445.2 bis 443.4 mya)
    - Stufe: Katium (453 bis 445.2 mya)
    - Stufe: Sandbium (458.4 bis 453 mya)

  - Serie: Mittelordovizium (Mittleres Ordovizium) (470 bis 458.4 mya)
    - Stufe: Darriwilium (467.3 bis 458.4 mya)
    - Stufe: Dapingium (470 bis 467.3 mya)

  - Serie: Unterordovizium (Unteres Ordovizium) (485.4 bis 470 mya)
    - Stufe: Floium (477.7 bis 470 mya)
    - Stufe: Tremadocium (485.4 bis 477.7 mya)

Davon abweichend wurden in England folgende regionale Serien und Stufen für das Ordovizium benutzt:
- System: Ordovizium
  - Regionale Serie: Ashgill
    - Regionale (und globale) Stufe Hirnantian
    - Regionale Stufe: Rawtheyan
    - Regionale Stufe: Cautleyan
    - Regionale Stufe: Pusgillian

  - Regionale Serie: Caradoc
    - Regionale Stufe: Streffordian
    - Regionale Stufe: Cheneyum
    - Regionale Stufe: Burrellian
    - Regionale Stufe: Aurelucian

  - Regionale Serie: Llanvirn
    - Regionale Stufe: Llandeilian
    - Regionale Stufe: Abereiddian

  - Regionale Serie: Arenig
    - Regionale Stufe: Fennian
    - Regionale Stufe: Whitlandian
    - Regionale Stufe: Moridunian

  - Regionale Serie (und globale Stufe): Tremadoc
    - Regionale Stufe: Migneintian
    - Regionale Stufe: Cressagian

In der älteren deutschsprachigen Literatur wurden die britischen Serien als Stufen benutzt:
- System Ordovizium
  - Ashgilium
  - Caradocium
  - Llandeilium
  - Arenigium
  - Tremadocium

Vor allem in der älteren deutschsprachigen Fachliteratur des 19. Jahrhunderts wird das Ordovizium auch als Untersilur (siehe Geschichte) bezeichnet. Dadurch kann es zu Verwirrungen und falschen zeitlichen Einstufungen kommen.

## Paläogeographie
Die paläogeographische Situation der Kontinente war wie im Kambrium geprägt vom Großkontinent Gondwana und drei weiteren kleineren Kontinenten Laurentia, Baltica und Sibiria sowie einer ganzen Reihe von Klein- und Mikrokontinenten, die ursprünglich Bestandteile Gondwanas waren. Baltica und Gondwana entfernten sich während des Ordoviziums etwas voneinander, dazwischen entstand der Tornquist-Ozean. Laurentia driftete nach Norden zum Äquator. Es war von Gondwana und Baltica durch den Iapetus-Ozean getrennt. Sibiria lag bereits im Mittelordovizium am Äquator.
Bezogen auf die heutigen Kontinente wanderte der Südpol von einer Position im heutigen südlichen Algerien (Unterordovizium) zunächst etwas nach Norden bis etwa an die heutige Mittelmeerküste Algeriens (Mittelordovizium), um dann bis zum Oberordovizium nach Westafrika weiter zu wandern; richtiger ausgedrückt wanderte Gondwana entsprechend über den Südpol hinweg. Der Nordpol lag im damals weltumfassenden Panthalassischen Ozean.
Im Unterordovizium brach der Mikrokontinent Avalonia vom Nordrand Gondwanas ab und driftete nach Norden. Zwischen Avalonia und Gondwana öffnete sich der Rheische Ozean. Avalonia bildete im Mittelordovizium eine eigene Faunenprovinz, die sich von der von Gondwana, Baltica und Laurentia unterschied. Im Oberordovizium wurde Avalonia unter Schließung des Tornquist-Ozeans an Baltica angeschweißt und die Faunenunterschiede zwischen Baltica und Avalonia verschwanden. Der Iapetus-Ozean begann sich zwischen Laurentia und Baltica zu schließen. Vermutlich ebenfalls noch im Unterordovizium war der Mikrokontinent Perunica von Gondwana abgebrochen und driftete ebenfalls nach Norden auf Baltica zu.
Im Oberordovizium mit Schwerpunkt im Hirnantium vereiste ein großer Teil Gondwanas (Saudi-Arabien, Nordafrika, Südamerika). Auf den betroffenen Kontinenten wurden Tillite abgelagert. Durch Gletscherschrammen im anstehenden Gestein lässt sich die Transportrichtung des Eises rekonstruieren. In den angrenzenden Meeresgebieten kam es zu Ablagerungen von Sedimenten mit Dropstones. Dropstones entstehen, wenn in Eisbergen eingefrorene grobe Geschiebe durch das Abschmelzen der Eisberge in meist feinkörnige Sedimente fallen. Die Geschiebe wurden durch Inlandgletscher vom Untergrund aufgenommen und zur Küste transportiert. Dort brachen immer wieder große Teile ab und trieben als Eisberge auf den angrenzenden Meeren. Die Mikrokontinente der Armorica-Gruppe (als Teil des Hun-Superterrans), die später für Europa bedeutsam werden, lagen noch am Nordrand von Gondwana.

## Klima und Umwelt
Anfangs lag die atmosphärische Kohlenstoffdioxid-Konzentration im Ordovizium bei 4000 bis 5000 ppm, und es herrschte – ähnlich wie im vorhergehenden Kambrium – ein bis in höhere Breiten warmes oder zumindest sehr mildes Klima. So ist aus dem Unteren Ordovizium und über große Teile des Mittleren Ordoviziums keine Eisbedeckung der damals in Südpolnähe liegenden Landmassen bekannt. Dies änderte sich mit Beginn des Ordovizischen Eiszeitalters (auch Hirnantische Eiszeit oder Anden-Sahara-Eiszeit) vor etwa 460 Millionen Jahren, in dessen Verlauf weite Bereiche der südlichen Hemisphäre vergletscherten. Die Kältephase erreichte ihren Höhepunkt während der letzten ordovizischen Stufe des Hirnantiums und endete im Silur vor 430 Millionen Jahren. Anhand glazialer Ablagerungen konnte die Drift des Großkontinents Gondwana über den Südpol in chronologischer Abfolge rekonstruiert werden. Das Zentrum der Vereisung lag vor 450 bis 440 Millionen Jahren auf der Arabischen Platte, erreichte anschließend die heutige Sahara, wanderte dann über die damals durchgehende Landverbindung westwärts in Richtung Südamerika (Brasilien und unteres Amazonasgebiet) und weitete sich vor 430 Millionen Jahren in etwas abgeschwächter Form auf die Region der damals noch nicht existierenden Andenkette aus.
Als mögliche Gründe für die allmählich einsetzende globale Abkühlung gelten die Kontinentalbedeckung des Südpols sowie eine möglicherweise größere Schwankungsbreite der Erdbahn-Parameter. Neben der kürzeren Tageslänge von 21,5 Stunden, die nach Modellsimulationen unter den damaligen Gegebenheiten ebenfalls einen Abkühlungsfaktor darstellte, muss vor allem die im Vergleich zur Gegenwart um 4 Prozent verminderte Sonneneinstrahlung berücksichtigt werden (Solarkonstante im Ordovizium 1306 W/m², aktuell 1361 W/m²). Einen wesentlichen Einfluss übten wahrscheinlich moos- und flechtenähnliche Pflanzen aus, die nach neueren Erkenntnissen bereits im Mittleren Kambrium begannen, das Festland zu besiedeln, und sich im Ordovizium weiter ausbreiteten. Die Vegetationsbedeckung entzog den Böden in größerem Umfang Elemente wie Calcium, Magnesium, Phosphor und Eisen. Dieser Prozess beschleunigte die chemische Verwitterung und führte zur erhöhten Bindung von atmosphärischem Kohlenstoffdioxid und einer damit gekoppelten globalen Abkühlung von ca. 4 bis 5 Grad.
Eine 2019 veröffentlichte Studie, die unter anderem auf dem Nachweis von extraterrestrischem Helium-3 (3He) in ordovizischen Sedimentschichten basiert, geht davon aus, dass vor etwa 466 Millionen Jahren ein zwischen Mars und Jupiter kreisender Asteroid mit einer Größe von rund 150 km durch eine Kollision mit einem anderen Himmelskörper vollständig zerstört wurde. Der dadurch entstandene interplanetare Staub verteilte sich nach dieser Hypothese im inneren Sonnensystem und dämpfte die solare Einstrahlung auf der Erde, mit der Folgewirkung weltweit sinkender Temperaturen über einen Zeitraum von ungefähr zwei Millionen Jahren. Der langsame Wechsel von einem Warmklima in eine Kaltphase könnte dabei in evolutiver Hinsicht den Anstoß für die Entstehung neuer Arten und eine Zunahme der Biodiversität in den ozeanischen Biotopen gegeben haben. Die Kernphase der Ordovizischen Kaltzeit begann 20 Millionen Jahre nach der kosmischen Kollision: Ein rasch auftretender Kälteeinbruch, vermutlich ausgelöst durch das Überschreiten eines Kipppunkts im Klimasystem und verbunden mit starker Ausdehnung von Meereisflächen und kontinentalen Eisschilden, ereignete sich während der letzten ordovizischen Stufe des Hirnantiums (445,2 bis 443,4 mya), wobei die Oberflächentemperatur äquatorialer Ozeane um 8 K abnahm und die globale Durchschnittstemperatur auf 11 bis 13 °C sank.
Während dieses Zeitabschnitts erreichten nicht nur die Gletscherstände ein Maximum, parallel dazu geschah eines der folgenschwersten Massenaussterben der Erdgeschichte. Die Schätzungen zur Aussterberate der davon betroffenen Arten schwanken erheblich und belaufen sich auf bis zu 85 Prozent. In der Wissenschaft besteht größtenteils Einigkeit darüber, dass die in mehreren Schüben erfolgende biologische Krise gegen Ende des Ordoviziums auf einer Kombination verschiedener Faktoren beruht, zu denen vermutlich auch ein starker Vulkanismus zählte. Dessen Ausgasungen in Form von Schwefeldioxid und Stickoxiden könnten die ozeanischen Biotope erheblich geschädigt haben. Diese Annahme wird durch das Auftreten mehrerer Ozeanischer anoxischer Ereignisse gestützt, die während des Hirnantiums und im frühen Silur die marinen Lebensräume zusätzlich destabilisierten. Neuere Studien postulieren in dem Zusammenhang tiefgreifende geochemische Veränderungen, in deren Verlauf giftige Schwermetalle (Arsen, Blei und Mangan) am Meeresgrund freigesetzt wurden, unter gleichzeitiger Reduzierung lebenswichtiger Spurenelemente wie Selen.
Verschiedentlich wurde für das Massenaussterben eine extraterrestrische Ursache in Form eines Gammablitzes vorgeschlagen. Zwar stimmt die rasche Dezimierung der die oberen Meereszonen bewohnenden Organismen mit der Strahlungshypothese überein, es fehlen jedoch darüber hinaus weitere faktische Belege. Für Gammablitze und mögliche Supernovae gilt gleichermaßen, dass ein Nachweis kosmischer Strahlungseinflüsse in paläozoischen Gesteinsformationen mit dem gegenwärtig verwendeten Instrumentarium nicht möglich ist.

## Entwicklung der Fauna

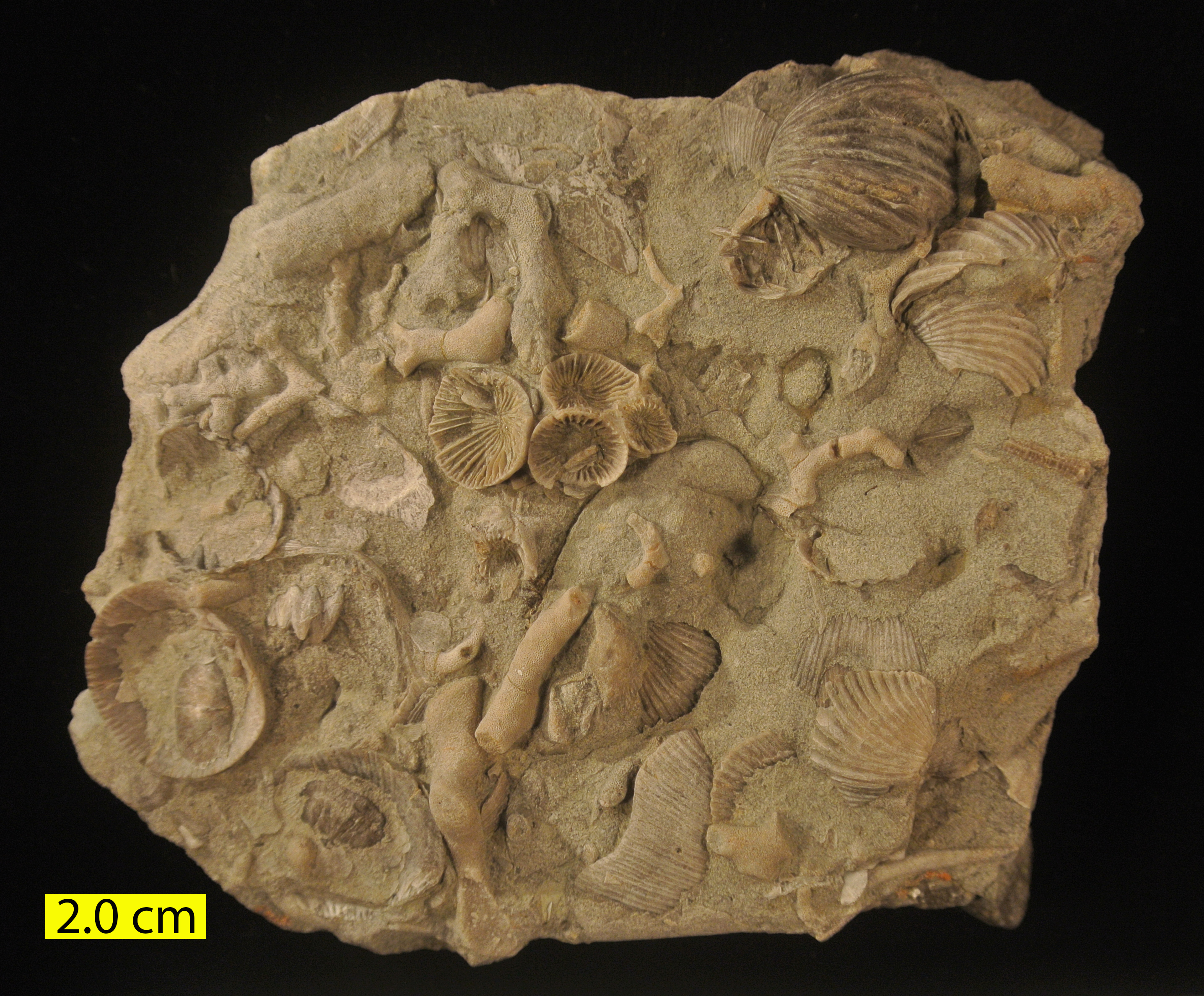
Fossilienhaltige Kalksteinplatte aus der Liberty-Formation (Oberordovizium) des Caesar Creek Nationalparks nahe Waynesville, Ohio.

Am Ende des Kambriums war es zu einer weitverbreiteten Regression gekommen und viele Arten waren ausgestorben. Darunter waren auch einige der frühen Exemplare der Gliederfüßer (Arthropoda) wie die Anomalocarida (Anomalocaris).
Im Unterordovizium kam es dann aber zu einer erneuten Radiation. Die Korallen treten erstmals mit den beiden Gruppen der Rugosa und Tabulata in Erscheinung. Die Graptolithen haben zu Beginn des Ordoviziums ihr erstes Auftreten. Als letzter der großen Stämme des Tierreiches erscheinen auch die Moostierchen (Bryozoa) und das schon in einer beachtlichen Diversität. Die bereits im Kambrium vorhandenen Armfüßer machen eine große Radiation durch; sehr viele Gruppen erscheinen zum ersten Mal. Im Ordovizium begann auch die eigentliche Radiation der Kopffüßer (Cephalopoda), die bereits im obersten Kambrium mit einfachen Formen entstanden waren. Sie werden zu den größten Räubern des Ordoviziums, mit Gehäuselängen von bis zu 10 m und mehr (zum Beispiel Ord. Endocerida). In der Gruppe der Stachelhäuter (Echinodermata) treten die Seeigel (Echinoidea), die Seewalzen (Holothuroidea), die Seesterne (Asteroidea) und die Schlangensterne (Ophiuroidea) erstmals auf. Außerdem ist noch die schnelle Radiation der Seelilien (Crinoida) hervorzuheben. Die merkwürdige Gruppe der Carpoidea tritt zum ersten Mal in Erscheinung. Die Trilobiten diversifizieren sich; darunter sind jetzt nektonische Formen mit großen, hochentwickelten Facettenaugen, aber auch (sekundär) blinde Formen, die wohl tieferes Wasser bewohnten. Unter den kieferlosen Wirbeltierverwandten (Agnatha) entwickelten sich die Pteraspidomorphi. Die Conodonten entwickelten sich ebenfalls sehr rasch. Nach dem Aussterben der Archaeocyathiden bildeten nun erstmals Korallen, Bryozoen und Stromatoporen Riffe.
Vom Massenaussterben am Ende des Ordoviziums waren über 100 Familien von marinen Organismen betroffen. Die biostratigraphische Zoneneinteilung basiert hauptsächlich auf Graptolithen, Trilobiten, Conodonten und Brachiopoden.

## Entwicklung der Flora
Grünalgen waren im oberen Kambrium und im Ordovizium verbreitet. Vermutlich entstanden daraus im Ordovizium (nach neueren Forschungen bereits im Kambrium) die ersten einfachen Landpflanzen in Form von nicht vaskulären Moosen, ähnlich den heutigen Lebermoosen. Sporen dieser ersten Landpflanzen wurden in den obersten ordovizischen Sedimenten gefunden.
Man vermutet, dass Arbuskuläre Mykorrhizapilze unter den ersten landlebenden Pilzen waren und für die Besiedelung des Landes durch Pflanzen eine wesentliche Rolle gespielt haben, indem sie mit den Pflanzen eine Symbiose eingingen und ihnen mineralische Nährstoffe verfügbar machten. Derartige 460 Millionen Jahre alte fossilierte Hyphen und Sporen wurden in Wisconsin gefunden.

## Mitteleuropa im Ordovizium

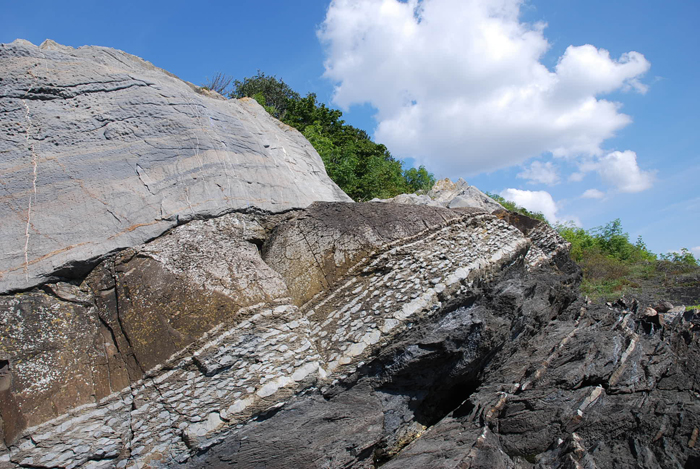
Aufgeschlossene Hangendgrenze des Ordoviziums an der Südspitze der Insel Hovedøya in Norwegen. Während der Auffaltung der Kaledoniden wurde die normale Schichtenfolge umgekehrt und der helle ordovizische Kalkstein (älter) liegt hier über dem dunklen silurischen Tonstein (jünger).

Durch zeitweilige Meeresspiegelhöchststände waren weite Teile der Landmassen überflutet und es kam zur Ablagerung von flachmarinen Sedimenten. Charakteristisch für das Ordovizium sind Kalkablagerungen, unter anderem in weiten Teilen des heutigen Skandinaviens (zum Beispiel Schweden) und des Baltikums (zum Beispiel Estland). In vielen Gebieten wurden Muttergesteine von Erdöl und Erdgas abgelagert, wie zum Beispiel der estnische Kukersit. In Deutschland finden sich hauptsächlich Tonablagerungen (Tonschiefer) aus dem Ordovizium. Vor allem in Thüringen enthalten diese Sedimentgesteine auch Fossilien. Eine Besonderheit unter ihnen stellt der Lederschiefer dar. Er enthält als Dropstones gedeutete Klasten (oft Quarzite), die Fossilien enthalten, während der umgebende Schiefer mindestens als fossilarm gilt. Sie sind ein wichtiger Beleg für die damals noch in Südpolnähe befindliche Armorica-Gruppe von Kleinkontinenten, die später mit Baltica verschmolzen und heute den Untergrund von Mitteleuropa bilden.